# Bzit
Bzit（ビジット）は株式会社JTBが法人企業に提供している出張チケット手配システムの名称である。2002年よりサービスを開始している。

## 概要
航空券、新幹線（東海道・山陽新幹線）、ビジネスホテル、レンタカーなどの法人専用サイトに接続しており、インターネット経由で予約が可能になっている。チケット代金は後払いとなっており、出張者が立替えて支払う必要はない。企業の管理者は出張データの検索やダウンロードが可能となっている。また、携帯電話でのチケット予約やワークフローシステムによる出張申請や出張精算が可能なオプション機能がある。
2009年5月には海外出張チケットや日比谷花壇のフラワーギフト、テレコムスクエアの海外携帯電話レンタルサービスなどのインターネット手配のサービスが追加された。2011年11月時点で2,000社、45万ユーザーが利用している。

## 接続サービス
接続している法人専用サービスは以下の通り。
- JALONLINE - 日本航空 (JAL)
- ANA@desk - 全日本空輸 (ANA)
- エクスプレス予約 - 東海旅客鉄道（JR東海）、西日本旅客鉄道（JR西日本）
- SF-Biz - スターフライヤー (SFJ)
- BzitHotel - JTB
- Bzitレンタカー - オリックス自動車
- hibiyakadan.biz - 日比谷花壇
- 海外携帯電話レンタル予約システム TS.net - テレコムスクエア
- 海外出張手配システム Ae-TM - アマデウス

## 動作環境
- OS：Microsoft Windows 2000, XP, Vista,7

- ウェブブラウザ：Internet Explorer6.0以上